# Ediciones B
Ediciones B, S.A., heredera del fondo editorial de la antigua Editorial Bruguera y del TBO, es una editorial española fundada en 1987. En abril de 2017 Penguin Random House compró este sello al Grupo Zeta por 40 millones de euros. Los otros sellos son o han sido Bruguera, Vergara, Byblos y Zeta (estos dos últimos, de libros de bolsillo). Tiene su sede en Barcelona.
Ediciones B mantiene una fuerte representación en el mercado español e hispanoamericano, poniendo en circulación libros para adultos (ficción y no ficción), infantiles, juveniles, ilustrados y cómics. Entre estos últimos destacan Mortadelo y Filemón, Superlópez y Simpsons Comics.

## Trayectoria editorial
Según el investigador Antoni Guiral, la trayectoria de Ediciones B se divide en dos etapas bien diferenciadas:

### Primera etapa (1986-1996)
En octubre de 1986, el Grupo Zeta adquirió los fondos de Editorial Bruguera, incluyendo miles de originales, dando lugar a Ediciones B.
Ediciones B empezó reeditando los cuadernos El Capitán Trueno, El Corsario de Hierro, El Cosaco Verde y Jabato y retomando las revistas Mortadelo, Super López, Súper Mortadelo, TBO, Zipi y Zape y Zipi y Zape Super, además de hacerse cargo de Guai! y Yo y Yo. Junto a los antiguos autores, incorporó a jóvenes valores, como Cera, Miguel, Maikel, Marco, Ramis o Bernardo Vergara, que crearon nuevos personajes, de los que sólo perduró Pafman. También relanzó las colecciones Tope Guai!, Olé, Súper Humor y Magos del humor.
Entre 1989 y 1990, se abrió al cómic estadounidense con las tiras de prensa clásicas El hombre enmascarado, El Príncipe Valiente y Flash Gordon, la revista Gran Aventurero y los comic books de First Comics Las crónicas de Corum, Dynamo Joe, Elric de Melniboné, Hakwmoon y Nexus. También lanzó una versión en color del manga Akira de Katsuhiro Ōtomo y recopilaciones de Quico, el progre.
Desde 1993 y bajo la dirección de Laureano Domínguez, buscó un lector más adulto con las revistas Al ataque, El Chou, CO & CO y Top Comics, y los álbumes de El Mercenario y Los libros de Co & Co.

### Segunda etapa (1997-presente)
En 1996 Ediciones B había cerrado ya todos sus tebeos clásicos, salvo TBO, para centrarse en la producción de álbumes monográficos de sus autores más conocidos: Francisco Ibáñez y Jan. Adquirió, en cambio, los derechos de las compañías estadounidenses Disney y Bongo Comics, y con la dirección de Carlos Santamaría Martínez lanzó Top Disney (1996-1999), Minnie Disney (1996-1999), Mega Top (1999-2005), Súper Mini (1999-2005) y Top Cómic Mortadelo (2002-presente), además de Calvin y Hobbes y los Simpson Comics (2003). La nueva versión de Zipi y Zape encargada a Cera y Ramis se canceló en 2002, ante su escaso éxito.
En marzo de 2011, y bajo la dirección de Ernest Folch, conseguía cerrar páginas webs centradas en el estudio de Mortadelo y Filemón, provocando la subsiguiente polémica en internet.
En abril de 2017 el Grupo Zeta vendió Ediciones B a Penguin Random House por 40 millones de euros.

## Delegaciones
Ediciones B tiene dos delegaciones en España, una en Madrid y otra en Barcelona, y varias en Hispanoamérica, concretamente en Argentina (Buenos Aires), Colombia (Bogotá), México (Ciudad de México), Venezuela (Caracas), Ecuador (Quito), Chile (Santiago) y Uruguay (Montevideo).

## Colecciones
Agrupa las siguientes colecciones

### Libros para adultos
No ficción
- Crónica Actual (actualidad, ensayos, memorias)
- Biblioteca de bolsillo CLAVES (enciclopedia ilustrada de bolsillo)

Ficción
- Las Ruinas (novela de terror)
- La Trama[12] (policiaca, thriller, terror)
  - Premio La Trama
- Histórica (novela histórica)
- Nova (ciencia ficción y fantasía)

La mayor parte de los libros publicados con el sello Ediciones B se publica luego en bolsillo bajo los sellos Byblos (cerrado) o Zeta Bolsillo.

### Simpson Cómics
Ediciones B publica anualmente diversos recopilatorios originales de la edición norteamericana. Desde 1996, Simpson Cómics ha sido publicado por esta editorial bajo los títulos Olé Simpson, Magos del Humor y Súper Humor. Ediciones B también editó esta serie respetando el habitual formato de cómic-book americano en grapa, abarcando con este hasta el número 47 de la misma. A partir del número 48, canceló la publicación en este formato, para pasar a editarlos únicamente bajo el sello "magos del humor". Esto resultó muy polémico en su momento, dado que, editarlos así implicaba la alteración del tamaño original de las páginas, que pasaban del clásico formato americano(más largo que ancho) al típico formato de los cómics europeos. Además, en la edición en este formato, no se identifica correctamente el material editado.
- Olé Simpson fue una colección que tuvo un total de 34 recopilatorios (Simpson Cómics #01-#47). Comenzó en julio de 1996, y acabó en 2001.
- Super Simpson es una colección que aún sigue vigente, recopilando cómics incluidos en las colecciones más pequeñas (actualmente 4 Magos del Humor). Se publica uno al año durante la época otoñal. Lleva 15 números.
- Magos del Humor es una colección que contiene 20 números. Comenzó con el Simpson Cómics #48 y con la minicolección Bart Simpson, que se puso en marcha en Estados Unidos en octubre de 2000. Suele tener 46 páginas.

## B de Books
B de Books es el primer sello editorial español generalista exclusivamente digital, bajo el auspicio de Ediciones B y liderado por Ernest Folch. B de Books nace como una nueva forma de comercializar contenidos digitales adaptada perfectamente a las necesidades del lector y con la idea de hacerse un hueco en el emergente mercado del libro electrónico.